# Orthonama straminea
Orthonama straminea är en fjärilsart som beskrevs av W. Warren 1905. Orthonama straminea ingår i släktet Orthonama och familjen mätare. Inga underarter finns listade i Catalogue of Life.